# پیراشترها
پیراشُترها (نام علمی: Paracamelus) یک سرده منقرض‌شده از شترها از خانواده شتران است. خاستگاه آن از میوسن میانه در آمریکای شمالی است، اما در میوسن پسین، تقریباً ۷٫۵–۶٫۵ میلیون سال پیش، از پل خشکی برینگیا به اوراسیا عبور کرد. اجداد شترهای زنده از سردهٔ شترها (Camelus) هستند. جمعیتی در شمال آمریکای شمالی برجای ماند که به شتر قطب شمال تبدیل شد که تا پلیستوسن میانه تقریباً ۱ میلیون سال پیش زنده ماند.

## پراکندگی سنگواره
نخستین سنگواره پیراشتر مربوط به سازند اسمرالدا میوسن میانی در شهرستان نای، نوادا است و بین ۱۰ تا ۱۲٫۵ میلیون سال قدمت دارد. در اواخر میوسن این سرده از طریق پل زمینی برینگیا به اوراسیا گسترش یافت و درست پیش از بحران شوری مسینین در حدود ۶ میلیون سال پیش به اسپانیا و ایتالیا رسید. پیش از گسترش به آفریقا در اطراف مرز میوسن- پلیوسن، حدود ۵٫۳ میلیون سال پیش بود.
دامنه پسین آن از اسپانیا و ایتالیا تا چاد و استان شانشی چین را دربر گرفت.

## گونه‌ها
- P. aguirrei Morales, 1984
- P. alexejevi Khavesson, 1950
- P. alutensis Stefanescu, 1895
- P. gigas Schlosser, 1903
- P. khersonensis Pavlow, 1903
- P. longipes Aubekerova, 1974
- P. minor Logvynenko, 2001[۷]
- P. praebactrianus Orlov, 1927
- P. trofimovi Sharapov, 1986